# بنو فورمان
بنو فورمان (آلمانی: Benno Fürmann؛ زادهٔ ۱۷ ژانویهٔ ۱۹۷۲) یک هنرپیشه اهل آلمان است.
از فیلم‌ها یا برنامه‌های تلویزیونی که وی در آن نقش داشته‌است می‌توان به مسابقه سرعت، پرنسس و سلحشور، آناتومی، در تاریکی، تاریخ جهش‌یافتگان، فتنه و اشباح اشاره کرد.